# Pamięć ciała
Pamięć ciała, pamięć ruchowa, pamięć mięśniowa, pamięć motoryczna – potoczna nazwa nieświadomego rodzaju pamięci, który pozwala wykonywać czynności motoryczne w sposób automatyczny czy spontaniczny, bez użycia świadomości i bez zastanawiania się nad samym procesem ruchu. 
Pamięć mięśniowa pozwala wykonywać zadania sensualno-motoryczne, których nauczyliśmy się w sposób intencjonalny – przy pomocy świadomego treningu (np. pływanie, jazda na rowerze, jazda konna  itp.) lub za pomocą uczenia się z doświadczeń – często w sposób nieintencjonalny a nawet nieuświadomiony (np. odnajdywanie drogi, nabycie postawy ciała i rodzaju ruchu charakterystycznej dla środowiska zawodowego, w którym przebywamy itp.). W terminologii naukowej na określenie tego rodzaju pamięci używa się również pojęć pamięć proceduralna i pamięć motoryczna.
Innymi przykładami motorycznych umiejętności bazujących na zjawisku pamięci ciała może być chodzenie, bieganie, bezwzrokowe pisanie na komputerze, wiązanie sznurowadeł, gra na instrumentach muzycznych, kierowanie pojazdami. Richard Shusterman podkreśla, że powinniśmy mówić właściwie o zdolnościach sensomotorycznych, gdyż polegają one na skoordynowaniu percepcji sensorycznej z motoryką działania. Co więcej zdaniem badacza: „Jako że zdolności te najwyraźniej opierają się na schematach czy też wzorach głęboko zakorzenionych w centralnym systemie nerwowym człowieka, głównym motorem pamięci w tzw. pamięci mięśniowej nie są wyłącznie mięśnie ciała, jako że obejmuje ona również sieci neuronowe mózgu. Termin „pamięć mięśniowa” jest jednak mocno utrwalony, być może dlatego, że spełnia pewne kluczowe funkcje retoryczne. Określenie „mięśniowy” sugeruje cielesność, kontrastującą z umysłem ze względu na to, że wysiłek mięśniowy jest często przeciwstawiany wysiłkowi umysłowemu, czy też ze względu na to, że tak zwani „mięśniacy” standardowo przeciwstawiani są intelektualistom. Biorąc pod uwagę tę upowszechnioną opozycję mózg/mięśnie, pamięć mięśniowa może się kojarzyć z jakąś bezmyślną pamięcią. Taka pamięć jawi się jednak jako bezmyślna jedynie wtedy, jeśli utożsamiamy umysł z jasną, krytycznie skupioną czy też refleksyjną świadomością.” Zatem Shusterman podkreśla również, że performatywne działania naszej nieświadomej pamięci mięśniowej wymagają użycia znaczących umiejętności oraz inteligencji, podając jako przykład zawodowego pianistę, który gra spontanicznie, ale zachowuje estetycznie nakierowaną świadomość. Prowadzi to do wniosku, że z jednej strony inteligentny umysł rozciąga się poza pole naszej świadomości, natomiast z drugiej strony – to zjawisko pamięci mięśniowej wskazuje na ucieleśnioną naturę umysłu oraz rolę ciała, którego nie powinno się pomijać w refleksji nad pamięcią i procesami poznawczymi człowieka.
Pamięć ciała jako pojęcie potocznie używane zwłaszcza w środowisku tancerzy i aktorów teatralnych bazującym na fizycznym typie aktorstwa, ekspresji cielesnej i ruchowej byłoby pojęciem szerszym od samej pamięci mięśniowej (motorycznej). Shusterman stawia pojęcie somy (aby nie używać terminu „ciało”, które kojarzy się z prostą fizycznością [body] lub retoryką chrześcijańską [flesh]) w centrum swojego projektu somatoestetycznej (teoretyczno-praktycznej) refleksji (somatoestetyka). Soma oznaczałaby jego zdaniem: „żyjące, czujące, działające celowo oraz spostrzegawcze ucieleśnione Ja”. Pamięć ciała w rozumieniu Shustermana należałoby zatem nazywać pewnie „pamięcią somatyczną”, odwołującą się do organizmu ludzkiego holistycznie bez podziału na opozycję mózg/mięśnie, ale akcentującą połączenia między wszystkimi elementami ciała (m.in. mięśniami, trzewiami, układem nerwowym), które wpływają na budowanie naszej jaźni i tożsamości ludzkiej.

## Podział pamięci nieświadomej
Ze względu na rolę somy w różnych rodzajach nieuświadomionej pamięci Shusterman wyróżnia sześć typów takiej pamięci, której źródło jest głęboko zakorzenione w somie:
1. Nieświadome poczucie ciągłej tożsamości osobowej – najbardziej podstawowy typ pamięci somatycznej. Inaczej mówiąc, nieświadome pamiętanie tego, kim się jest. Zdaniem badacza: „gdy budzę się rano, zanim jeszcze nawet otworzę oczy, pamiętam nieświadomie (jest to swego rodzaju nieuświadamiane odczucie), że jestem tą samą osobą, która położyła się spać poprzedniej nocy. Nie muszę wyraźnie uświadamiać sobie, że jestem tą samą osobą ani nawet wyraźnie zdawać sobie sprawę z tego odczucia tożsamości lub tematyzować je; owo nieświadome odczucie bycia tą samą osobą trwa jednak we mnie i zapewnia narracyjną podstawę czy też rdzeń mojego poczucia jaźni i mojej percepcji świata. Ta nieświadoma pamięć cielesna czy poczucie ciągłości było postrzegane przez Williama Jamesa jako czynnik odgrywający podstawową rolę nie tylko w tożsamości osobowej ale i w jedności świadomości, a zatem również w koherencji myślenia danej osoby".
2. Nieświadoma pamięć dotycząca lokalizacji, czy też miejsca ciała w przestrzeni: pamiętanie o tym, gdzie się jest i jaką należy przebyć drogę, żeby jak najefektywniej dotrzeć do celu. Np. automatyczne docieranie do punktu w przestrzeni, nie zastanawiając się nad przebywaniem trasy, którą przeszliśmy, oczywiście pod warunkiem, że przebywanie tej ścieżki zostało przez nas doświadczone w przeszłości. Tak samo, gdy odczuwamy znajomą atmosferę i implicytnie wiemy, jaki jest rozkład pomieszczeń w miejscu, w którym często bywaliśmy. Naturalnie wzmocnienie tego rodzaju pamięci często może być podbudowane emocjonalnym i wartościującym stosunkiem człowieka do przestrzeni, którą „pamięta”. Ten rodzaj pamięci zwraca uwagę na rolę ciała w budowaniu perspektywy przestrzennej człowieka, jego miejsca w świecie, sposobu doświadczania świata i odpowiada tezom zawartym w kanonicznym już kulturoznawczym tekście Yi-Fu Tuana pt. „Przestrzeń i miejsce”. W kontekście tej pamięci należałoby (zdaniem autorów tego opracowania) rozważać również fobie przestrzenne takie jak np. klaustrofobia, agorafobia, akrofobia.
3. Nieświadoma pamięć interpersonalna/intersomatyczna. Polega na wypracowaniu schematów/skryptów cielesnego działania w relacjach z innymi ciałami (również zwierzętami). Te nasze odwołujące się do pamięci mięśniowej nawykowe nastawienia lub fizyczne reakcje są przywoływane i odtwarzane w obecności innych ciał (uwzględniając także podłoże emocjonalne i kontekst sytuacyjno-społeczny bycia z tymi ciałami). Shusterman wskazuje na przykład jeźdźca i konia symbiotycznie współpracujących ze sobą cieleśnie w czasie jazdy. Kolejny przykład: pary zakochanych ludzi chodzących w objęciach lub trzymając się za ręce przyjmują stałą interkorporalną pozycję, bez świadomego myślenia o ułożeniu swoich ciał względem siebie. Shusterman podkreśla silny wydźwięk afektywny tego rodzaju pamięci ciała. Cytując: „wnosimy tę nieświadomą interkorporalną pamięć oraz powiązane z nią somatyczne nastawienia do naszych spotkań z nowymi ludźmi i dlatego też często mamy bezpośrednie, trzewiowe odczucie dyskomfortu, kiedy spotykamy kogoś nowego, kto wywołuje w nas nieświadome pozytywne lub negatywne wspomnienia”4. Pamięć intersomatyczną należałoby wiązać np. zoofobiami, antropofobiami, różnego rodzaju lękami społecznymi. Naszym zdaniem trafnym skojarzeniem powinny być nawykowe postawy ciała, związane z ciągłym przebywaniem w danej klasie społecznej, grupie zawodowej,  wykonywaniu pewnych czynności związanych z odgrywanymi w życiu rolami społecznymi. Odsyłamy zatem czytelników tego opracowania do klasycznego (z początków XX wieku) szkicu socjologicznego Marcela Maussa pt. „Sposoby posługiwania się ciałem”, gdzie autor w sposobie poruszania się i postawie ciała człowieka upatruje przede wszystkim wpływów społecznych. Konfrontacja tego problemu z somatoestetyczną koncepcją Shustermana zmuszałaby do rozwinięcia zagadnienia przez uwzględnienie wpływów biologicznych. Postawa cielesna może być przecież rozpatrywana jako przejmowanie wzorców przy pomocy percepcji wzrokowej i nabywaniu ich przez obserwację, korzystając z pamięci wyobrażeniowej. Pewne zachowania fizyczne nabywalibyśmy bezwiednie przez ciągłe i długotrwałe doświadczenie obserwacji osób w naszym najbliższym otoczeniu np. rodziców czy współpracowników. Nabywanie takich zachowań w danym środowisku nie musiałoby zatem być jedynie intencją osobnika wymuszoną społecznie w celu świadomego dostosowania się do grupy (chociaż naszym zdaniem warto zauważyć, że nabywanie umiejętności cielesnych odpowiednich dla danej sytuacji/grupy społecznej przez intencjonalny trening, tak aby stały się spontaniczne i automatyczne byłoby wykorzystaniem pamięci mięśniowej). Warto przytoczyć dosłownie przykład Shustermana, w którym argumentuje on przypadek zakorzenienia w cielesności uprzedzeń rasowych: „taka nieświadoma afektywna pamięć intersomatyczna pomaga wyjaśnić, dlaczego uprzedzenia etniczne i rasowe okazują się niezmiernie odporne na racjonalne argumenty na rzecz tolerancji. Jako że uprzedzenia takie opierają się na nieświadomych odczuciach trzewiowych oraz mięśniowej pamięci dyskomfortu, której nie jesteśmy w pełni świadomi, możemy sobie nie zdawać sprawy tak z nich samych, jak i z uprzedzeń, które generują, choć inni dostrzegą je w naszym zachowaniu. Rodzice mogą bezwiednie zaszczepiać takie odczucia swoim dzieciom nie wypowiadając ani jednego słowa i bez jakiegokolwiek wyraźnego okazywania uprzedzeń, lecz po prostu za pośrednictwem subtelnych wyrazów dyskomfortu malujących się na ich twarzach lub widocznych w ich postawie ciała, które przyswaja i na które reaguje każde wrażliwe dziecko.”
4. Interpersonalna nieświadoma pamięć społeczna – jest to rozwinięcie pamięci cielesnej opisanej w poprzednim punkcie, która wiąże się z zajmowaniem i odgrywaniem ról społecznych w życiu. Każda taka rola zakłada odpowiedni, specyficzny sposób ucieleśniania, który musi zostać przyswojony na taki poziomie, aby zadania motoryczne zostały wykonywane w sposób spontaniczny, w przeciwnym wypadku osoba odgrywająca swoją rolę będzie nieskuteczna, zostanie odebrana jako nieszczera lub jako, nie na swoim miejscu” i nie zyska społecznego autorytetu niezbędnego np. do wykonywania swojego zawodu, wychowywania dziecka itp. W kojarzącej się w sposób naturalny z tym zagadnieniem pamięci somatycznej podstawowej pracy dotyczącej aspektu dramatyzacji życia społecznego Erving Goffman (Człowiek w teatrze życia codziennego) pisze: „aby występ się udał, świadkowie muszą mniej lub bardziej uwierzyć, że wykonawcy są szczerzy. Wykonawca może być szczery lub nieszczery, ale musi być szczerze przekonany o swojej szczerości – szczerość jako taka nie jest konieczna do przekonującego odegrania przedstawienia”. I nieco dalej dodaje: „Wszyscy lepiej gramy, niż wiemy jak mamy grać” - to zdanie wydaje się podkreślać rolę implicytnych działań dramatyzujących nasze zachowanie w celu wywołania odpowiedniego wrażenia na obserwatorach. Trudno zaprzeczyć, że muszą to być poparte wcześniejszym doświadczeniem nasze wyuczone w sposób świadomy lub bezwiedny nawyki cielesne. Z tą tezą koresponduje przykład Shustermana: „Kiedy policjantka po przyjściu do domu przybiera rolę czule kochającej matki względem swego nowo narodzonego synka, nie musi świadomie przypominać sobie o tym, by uruchomić rozmaite somatyczne procesy i odczucia właściwe dla jej matczynej roli. To właśnie pamięć mięśniowa instruuje ją, jak przejść z jednej roli w drugą bez konieczności  świadomego przypominania sobie, co znaczy być matką. Wystarczy tylko że pomyśli o swoim dziecku jadąc do domu, żeby zainicjowane zostały odpowiednie somatyczne przemiany, zanim faktycznie zobaczy dziecko i zdejmie mundur, tak żeby nie podrapała go jej policyjna odznaka.”
5. Pamięć proceduralna/performatywna – zdaniem Shustermana najoczywistszy typ pamięci mięśniowej polegającej na intuicyjnej sprawności wykonywania sekwencyjnych zadań ruchowych takich jak: chodzenie, ubieranie się, mycie się, jedzenie przy pomocy sztućców, pływanie, tańczenie tanga, granie w koszykówkę itp. Tego rodzaju pamięć mięśniowa jest o tyle podstawowa, niezbędna i efektywna, że pozwala skierować ograniczone przecież zasoby świadomości na inne pole naszej aktywności, w której są potrzebne. Dzięki nim możemy rozszerzyć zakres naszej uwagi i percepcji i tym samym zwiększyć swobodę naszego działania. Przy bezwzrokowym pisaniu na klawiaturze komputera, nie zastanawiając się nad procesem i etapami tej czynności, możemy skupić naszą świadomość na treści i myślach, którą chcemy przenieść na papier tudzież ekran monitora. Shusterman podkreśla, że świadome wykonywanie wielu z podstawowych sekwencji ruchowych, zastanawiając się dokładnie jak je wykonać i jak postawić kolejny krok (dosłownie i w przenośni) sprawiałoby nam ogromną trudność.
6. Pamięć traumatyczna – szok i ból traumy powoduje, iż świadoma narracyjna pamięć traumatycznego wydarzenia zostaje znacznie zamazana, ale pamięć traumatyczna trwa w nieświadomej somatycznej formie – trauma została zapamiętana w ciele i przejawia się w takich fizycznych symptomach jak np. pocenie się, przyśpieszone bicie serca czy inne behawioralne reakcje polegające na unikaniu rzeczy, przestrzeni, osób, które mogą przypomnieć traumatyczne wydarzenie. Charakterystycznymi objawami są również łatwe wpadanie w przerażenie, w nerwowość lub emocjonalne otępienie. Zdaniem Shustermana pamięć traumatyczna jest sednem tego, co diagnozowane jest jako zespół stresu pourazowego. Według nas należy również podkreślić, że tak rozumiana pamięć ciała może być źródłem nabytych fobii, które powstają wskutek traumatycznego przeżycia. 

## Somatoestetyka
Interdyscyplinarna dziedzina teorii i praktyki, utworzona przez Richarda Shustermana, poddającego filozoficznemu namysłowi podstawowy związek między tym, co somatyczne i estetyczne. Dyscyplinę tę Shusterman definiuje jako „krytyczne, ulepszające badanie doświadczenia i użycia ciała człowieka jako ośrodka percepcji sensoryczno-estetycznej (aesthesis)i kreatywnego kształtowania siebie”. 
Punktem wyjścia dla tak rozumianego pojęcia somatoestetyki było usytuowanie w kontekście pragmatystycznej tradycji Williama Jamesa i Johna Deweya doświadczenia w centrum filozofii, i zarazem wyniesienie czującego ciała „do rangi organizującego jądra doświadczenia”. „A zatem – pisze Shusterman - rozwijając uwspółcześnioną wersję estetyki pragmatystycznej, która broni funkcji doświadczenia estetycznego (wbrew rosnącej tendencji, by uważać to pojęcie za przestarzałe), podkreślałem kluczową rolę ciała w tworzeniu i odbiorze sztuki, włączając w to sztukę życia wiedzionego przez wcielone jaźnie, które są zarówno podmiotami, jak i przedmiotami autostylizacji. Ekspresja artystyczna i doświadczenie estetyczne sięgają daleko poza elitarną sferę sztuki wysokiej, do której ograniczała się najnowsza teoria estetyczna; a przecież nie tylko sztuka popularna, ale i rozmaite formy autostylizacji zasługują na to, by stać się obiektem badań estetycznych. Sztuka autostylizacji nie była wytworem modernistycznego dandyzmu ani postmodernistycznej kultury konsumpcyjnej, lecz raczej starożytnej tradycji etyki filozoficznej, która sięga czasów Sokratesa i odgrywa ważną rolę nie tylko w myśli greckiej czy rzymskiej, ale i w niektórych kulturach azjatyckich. W tej właśnie tradycji etyczno-estetycznej kreatywna autostylizacja nierzadko przyjmowała specyficznie cielesny wymiar wraz z jego dwoma istotnymi aspektami: ciało zatem stawało się przestrzenią znaczącej ekspresji estetycznej (gdzie wyraża się fizycznie etos człowieka i jego wartości), jak również ośrodkiem somatycznie zogniskowanych odczuć estetycznych”.

## Pamięć ciała a somatoestetyka w sporcie
Należy zwrócić uwagę, że często piłkarzom (i innym sportowcom) nakazuje się, aby intuicyjnie poruszali się na boisku w pewien sposób czyszcząc umysł, tj. by grali nie myśląc o wszystkim, co ich otacza, lecz skupili się wyłącznie na grze, a więc swoich nierefleksyjnych gestach i pamięci ciała. Ta bowiem, w swoisty sposób wpływająca na talent, jest ich największym atutem i indywidualnym sposobem poruszania się po boisku czy umiejętnością zachowania się z piłką. Można nawet powiedzieć, że jest ich największym plusem i stylem, którego nikt nie może podrobić. Jak słusznie zauważa Richard Shusterman: „Nierefleksyjne akty są bowiem szybsze i łatwiejsze niż działanie wykonywane w sposób przemyślany. Nie angażując wyraźnej świadomości, takie nierefleksyjne działania umożliwiają lepszą koncentrację świadomości na celach, dla których zostały one podjęte. Dobrze wytrenowany pałkarz potrafi uderzyć piłkę bejsbolową lepiej, gdy nie myśli o napięciu w swoich kolanach i nadgarstkach lub nie wyobraża sobie ruchu swych barków w czasie zamachu. Nie myśląc o takich rzeczach, może lepiej skoncentrować się na widzeniu i reagowaniu na lecącą w jego kierunku piłkę, którą musi wybić”. Dlatego tak wiele pracy wkłada się, aby sportowcy nie utracili swoich naturalnych, nierefleksyjnych zachowań, które mają w sobie zakodowane. Stanowią one ich największy atut, dzięki któremu mogą się do pewnego stopnia rozwijać. Odpowiadają one również za ich niezbywalny talent, którego nie można podrobić, ponieważ jest już zakodowany w ich ciałach. Toteż chroni się ich styl, jednak czasami natrafia się na złe zachowania, które przeszkadzają w grze lub utrudniają ruch. Można je jedynie usunąć za pomocą świadomości somatoestetetycznej, która „ma na celu krytyczne, ulepszające badania doświadczenia człowieka i użycia ciała jako miejsca sensoryczno-estetycznej percepcji (aisthesis) oraz kreatywnego kształtowania siebie. Dotyczy więc też wiedzy, dyskursów, praktyk i dyscyplin somatycznych, które organizują tego rodzaju dbałość o ciało bądź mogą ją udoskonalić”.
Za pomocą tej wiedzy i świadomości sportowcy mogą więc zrozumieć swoje błędy i defekty. Powtarzając treningi i pewne zachowania przy użyciu świadomości somatycznej lepiej też mogą wiedzieć, co robią w nieodpowiedni sposób. Shusterman podaje przykład golfisty, który próbuje trzymać opuszczoną głowę nie spuszczając wzroku z piłeczki, choć w ogóle mu się to nie udaje, ale jest święcie przekonany, że tak robi. „Golfista ten – pisze Shusterman – podnosi głowę wbrew swej woli. Lecz nikt przecież nie zmusza go, by to zrobił, podobnie jak nie ma żadnego biologicznego instynktu, który by powodował takie działanie. Nie jest ono zatem <<bezwolne>> w żadnym z powyższych sensów; lecz nie jest to również coś, czego świadomie chce. Jego wolna wola jest zatem blokowana przez opresywne nawyki nieprawidłowego posługiwania się własnym ciałem i równie nieprawidłowego postrzegania go”. Na pomoc mu może przyjść właśnie somatoestetyka, która nauczy go świadomego zarządzania ciałem i jego odruchami. Wskaże błędy i defekty, a poprzez indywidualny trening możliwości, stanie się drogą do usprawnienia talentu i zrozumienia własnych zachowań. Jej celem bowiem jest uwolnienie się od nieprawidłowych ruchów, których nawet nie zauważamy i, jak wyżej wymieniony golfista, sądzimy że ich nie robimy. Nie ma to jednak być aspekt redukujący ciało do mechanizmu, lecz właśnie uświadamiający własne ograniczenia i sprzyjający indywidualności jednostki, jako cel sam w sobie. Somatoestetyka „chce wyostrzyć nasze zmysły i poprawić ich wydajność przez wykształcenie zwiększonej koncentracji na ich cielesnym funkcjonowaniu i doświadczeniu oraz przez uwolnienie nas od cielesnych nawyków i defektów, które osłabiają naszą wydajność sensoryczną”. Somatoestetyka, jak już powiedzieliśmy, nie ma służyć do redukowania ciała i przyjemności dla niej samej, lecz rozwijaniu organizmu i polepszaniu naszej świadomości na jego temat, co wtedy stanie się powodem szczęścia. Sama gra też nie może być powodem przyjemności czy też myślenie o niej. „Gdyby – słusznie pisze Shusterman – przyjemność z tenisa sprowadzała się do odczuwania silnych doznań, to im większą byśmy z niego mieli przyjemność, tym trudniej byłoby nam skupić się na grze, choć w gruncie rzeczy jest całkiem odwrotnie. Po drugie, gdyby przyjemność była wyłącznie ślepym doznaniem, moglibyśmy z zasady odczuwać przyjemność tenisa w oderwaniu od jakiejkolwiek faktycznej bądź wyobrażonej gry”. W rozumieniu swoich zachowań boiskowych w oderwaniu od negatywnych czy pozytywnych doznań, przy użyciu świadomości i rozumieniu własnego ciała, pomaga właśnie somatoestetyka. Daje ona możliwość skupienia się na sobie i odrzuceniu defektów przy zachowaniu dobrych nawyków, które są przejawem naszej indywidualności. Co za tym idzie, możemy doprowadzić do pewnego wyrafinowania naszych ciał, dzięki czemu gra stanie się o wiele piękniejsza oraz nasze odczucia z nią związane. Dzięki czemu o niektórych sportach, jak Hermann Bausinger, możemy mówić: „Piłka nożna jest grą szczególnie wyrafinowaną, czyli doskonałą. [...] Łapanie, rzucanie i odbijanie piłki rękami jest, według mnie, o wiele bardziej naturalne i prostsze. Właśnie dlatego futbol uważam za grę wyrafinowaną, a nawet - raz jeszcze [...] powtórzę - doskonałą. Nie jest to oczywiście żadne wyrafinowanie intelektualne, lecz wyrafinowanie całego ciała”. Temu bowiem służy somatoestetyka – lepszemu zrozumieniu własnych odruchów, rugowaniu defektów i usprawnianiu własnych ruchów, które służą do wyrafinowanego posługiwania się swoim ciałem w sporcie.